# Irma la Douce
Irma la Douce ist ein französisches Musical in zwei Akten. Die Musik ist von Marguerite Monnot, das Buch und die Liedertexte stammen von Alexandre Breffort. Die Uraufführung fand am 10. November 1956 im Théatre Gramont in Paris statt.
Als erstes französisches Musical schaffte es den Sprung nach London und anschließend an den Broadway. Die Erstaufführung im Londoner West End war am 17. Juli 1958 im Saville Theatre und am Broadway am 29. September 1960 im Theatre Royal Plymouth.
Das Musical wurde 1961 siebenmal für den Tony Award nominiert (u. a. „Bestes Musical“ und „Beste Musik“) und gewann davon einen (Elizabeth Seal als „Beste Musicaldarstellerin“).
Die deutschsprachige Erstaufführung fand am 24. Januar 1961 im Theater Baden-Baden statt. Margit Saad und Harald Juhnke spielten die Hauptrollen. Regisseur war Hannes Tannert.

## Handlung
Das Musical spielt in den 1950er-Jahren im Pariser Vergnügungsviertel nahe den inzwischen abgerissenen Markthallen.
Protagonistin ist das Freudenmädchen Irma, die von ihren zahlreichen Verehrern „la Douce“ (die Süße) genannt wird. Als sich eines Tages der mittellose Jurastudent Nestor in das Vergnügungsviertel verirrt und Irma kennenlernt, verliebt er sich sofort über beide Ohren in sie. Bei einem Handgemenge gelingt es ihm, Irmas Zuhälter Hippolyte auszuschalten und nun selbst seine Stellung einzunehmen. Wenn ihm Irma dann nach der Arbeit das verdiente Geld überreicht und von ihren Kunden erzählt, packt ihn die Eifersucht. Er entschließt sich, unerkannt selbst Irmas Freier zu spielen und ihr so viel zu geben, dass sie auf andere Kunden gar nicht mehr angewiesen ist. Der Plan scheint auch zu klappen: Jeden Tag verkleidet er sich als reicher älterer Herr namens Oscar und besucht Irma. Er will jedoch nicht das von ihr, was andere wollen, sondern gibt sich mit anregenden Gesprächen zufrieden. Anfangs macht der 1000-Franc-Schein seine Runden: Irma zahlt Nestor aus, dieser lässt ihr den Schein als Oscar zukommen, Nestor erhält den Schein wieder von Irma usw.
Als dann das Geld trotzdem knapp wird, weil Irma und Nestor auch ihren Lebensunterhalt von den Einnahmen bestreiten müssen, arbeitet Nestor jede Nacht äußerst hart. Irma wird immer stolzer, dass sie allein einen so reichen Freier hat, der zudem kaum etwas von ihr will. Sie beginnt, mit ihrem Galan zu protzen. Dadurch erweckt sie aber nur in Nestor die Eifersucht – auf sich selbst! Er betrachtet den reichen Oscar als Rivalen und ist fest entschlossen, ihn von der Bildfläche verschwinden zu lassen. Zu allem Überfluss verflucht er ihn auch noch öffentlich. 
Wie in einem Wahn packt Nestor seine Oscar-Verkleidung zu einem Knäuel zusammen und wirft es in die Seine. Als an den folgenden Tagen Irmas reicher Verehrer ausbleibt, wird Nestor des Mordes an ihm verdächtigt. Er wird verhaftet und verurteilt. Bei der Deportation auf die Teufelsinsel Cayenne gelingt ihm aber die Flucht. Als ihn die Nachricht erreicht, Irma sei von ihm schwanger, lässt er sein alter Ego wieder auferstehen, kehrt nach Paris zurück und zeigt sich dort als Oscar. Damit ist seine Unschuld erwiesen und der Hochzeit mit Irma steht nichts mehr im Wege.

## Bekannte Musiknummern
- Valse Milieu
- Our Language of Love
- Dis-donc, Dis-donc
- The Wreck of a Mec
- Irma La Douce
- There Is Only One Paris for That

## Verfilmung
Billy Wilder verfilmte das Stück 1963 als Nicht-Musical, verwendete aber für den Film die Musik von Marguerite Monnot. Der deutsche Verleihtitel lautet Das Mädchen Irma la Douce.